# Podborje
Podborje je naseljeno mjesto u općini Kakanj, Federacija Bosne i Hercegovine, BiH.

## Stanovništvo

### 1991.
Nacionalni sastav stanovništva 1991. godine, bio je sljedeći:
ukupno: 202
- Muslimani - 192
- Hrvati - 1
- Srbi - 1
- Jugoslaveni - 2
- ostali, neopredijeljeni i nepoznato - 6

### 2013.
Nacionalni sastav stanovništva 2013. godine, bio je sljedeći:
ukupno: 217
- Bošnjaci - 215
- Hrvati - 1
- ostali, neopredijeljeni i nepoznato - 1